# Витјазевски лиман
Кубањски лимани (рус. Витязевский лиман) језеро је лиманског порекла у старој делти реке Кубањ, на југу Таманског полуострва. Налази се на западу Краснодарске покрајине Русије, неких 14 км северно од града Анапе и целом својом површином административно припада Анапском округу. Део је знатно пространије групације Кубањских лимана.
Површина акваторије је до 64 км², а максимална дубина воде не прелази 2 метра. Има троуглату форму са приближним димензијама од 16,5×13,5×7,5 км. Вода у лиману је слана, а слатка вода у језеро доспева искључиво као продукт атмосферских падавина или у време поводња када се у језеро прелива вода из оближњег рукавца Старог Кубања. На истоку се у лиман улива малена река Гостагајка (дужине тока од свега 35 км). Од Црног мора на југу га одваја уска Анапска коса изграђена од наслага кварцног песка са Кавказа, а чија ширина на том подручју износи око 600 метара. Морска вода се често прелива у језеро у време јаких олуја.
Дно језера прекривено је наслагама глиме обогаћене високим концентрацијама водоник-сулфида због чега се користи у терапеутске сврхе као пелоид (лековито блато). Дуж обала језера налази се неколико насељених места, а највеће међу њима је варошица Витјазево смештена на југоисточној обали. Северозападно од Витјазевског лимана се налази Кизилташки лиман од којег је одвојен уском Благовешченском косом.